# Salim Daw
Salim Daw (hébreu סלים דאו, arabe سليم ضوء, autres orthographes : Salim Dau, Salim Dow, Selim Dhaou) est un acteur arabe israélien né en 1951 à Bana en Israël. Il apparaît au cinéma ou à la télévision dans des films israéliens ou étrangers et au théâtre.

## Filmographie partielle

### Cinéma
(crédité en général comme Salim Dau sur les films antérieurs à 2010)
- 1982 : Hamsin de Daniel Wachsmann :
- 1986 : Avanti popolo de Rafi Bukai : Haled
- 1987 : Te'udat Ma'avar (court métrage) :
- 1989 : A Thousand and One Wives (Elef neshotav shel naftali Siman-Tov) de Michal Bat-Adam : l'intermédiaire
- 1989 : Ha-Miklat de Rashid Masharawi (court métrage) :
- 1989 : Ha-Kluv d'Amit Goren (court métrage) :
- 1990 : Ha-Mahtzeva de Ron Ninio :
- 1991 : Pour Sacha d'Alexandre Arcady : Walid
- 1991 : Ha-Har de Hanna Elias (court métrage) :
- 1992 : Cup Final (Gmar Gavi'a) d'Eran Riklis : Mussa
- 1993 : The Seventh Coin de Dror Soref : le patron du café
- 1994 : Couvre feu (Hatta Ishaar Akhar) de Rashid Masharawi : Abu Raji
- 1994 : Max V'Morris de Jacob Goldwasser : Morduch
- 1994 : Les Hirondelles ne meurent pas à Jérusalem de Ridha Béhi : Hammoudi alias Radio locale (crédité Selim Dhaou)
- 1994 : The Flying Camel (Ha-Gamal Hame'ofef) de Rami Na'aman : Phares
- 1997 : La Voie lactée (Shvil Hahalav) d'Ali Nassar : Muhamed
- 1999 : White Lies (Shkarim Levanim) de Yitzhak Rubin :
- 2003 : Le Voyage de James à Jérusalem (Massa'ot James Be'eretz Hakodesh) de Ra'anan Alexandrowicz : Shimi Shabati
- 2007 : Yeldey SSSR de Feliks Gerchikov : le policier
- 2009 : Une histoire du cinéma israélien de Raphaël Nadjari (documentaire) : lui-même
- 2010 : Une bouteille à la mer de Thierry Binisti : Ahmed
- 2013 : Les Inoubliables (Paradise Cruise) de Matan Guggenheim : Abu Haled
- 2016 : La Mafar de Mohanad Yaqubi (court métrage) : l'homme
- 2016 : The Last Band in Lebanon de Ben Bachar et Itzik Kricheii : Fadi
- 2016 : The Disposers d'Eden Hadad (court métrage) : Matty
- 2017 : Sand Castle de Fernando Coimbra : Sheik
- 2017 : Ga'agua de Savi Gabizon : le restaurateur
- 2018 : Tel Aviv on Fire de Sameh Zoabi : Atef
- 2019 : The Dead of Jaffa (Hametim shel yafo) de Ram Loevy :
- 2020 : Kiss Me Before It Blows Up de Shirel Peleg : Ibrahim Hamati

- 2020 : Gaza mon amour d'Arab et Tarzan Nasser : Issa

### Télévision
- 1989 : Skhenim de Joseph Bar'el (série) :
- 1995 : Jaffa Pictures (Tmunot Yafo'iyot) de Matti Harari et Arik Lubetzki (série) : Jamili
- 2007-2013 : Arab Labor (série) : Ismail Abu Amjad, le père d’Amjad
- 2009-2012 : Hatufim (Prisonniers de guerre), créé par Gideon Raff (série) : Jamal
- 2011 : Le Serment (The Promise) de Peter Kosminsky (mini série) : Ahmed Abu El-Haija
- 2011 : L'Infiltré de Giacomo Battiato (téléfilm) : Abou Nidal
- 2014 : Tyrant, créé par Howard Gordon, Gideon Raff et Craig Wright (série) : Yussef
- 2015 : Fauda, créé par Avi Issacharoff et Lior Raz (série) : Sheikh Awadalla
- 2017 : Le Bureau des légendes, saison 3, créé par Eric Rochant (série) : Cochise
- 2022-2023 : The Crown, saisons 5 et 6, créé par Peter Morgan : Mohamed Al-Fayed